# Janvier 1744
Cette page présente les faits marquants du mois de janvier 1744.

## Événements
- 24 janvier : assassinat du père jésuite Giuseppe Lamberti. Début de la révolte de Francisco Dagohoy dans l'île de Bohol aux Philippines (fin en 1829)[1].
- 25 janvier : King George's War ou guerre franco-britannique en Amérique du Nord (fin en octobre 1748)[2].